# Proteinligation
Die Proteinligation (englisch protein ligation) ist eine biochemische Methode der Proteinsynthese durch Verknüpfung von zwei oder mehreren Peptiden.

## Reaktionswege
Durch die Proteinligation können zwei Peptide aneinander gekoppelt werden. Meist handelt es sich dabei um Peptidfragmente, die durch Festphasenpeptidsynthese (SPPS) hergestellt wurden. Verschiedene Verfahren zur Proteinligation wurden beschrieben, z. B.:
- die native chemical ligation[2][3]
- der Prior Thiol Capture
- die Expressed Protein Ligation[4]
- das Acyl-Initiated Capture
- die SEA native peptide ligation[5][6]

- die Intein-Kopplung
- die Peptidligation mit Selenocystein.[7]
- und die Spurlose Staudinger-Ligation[1]

### Native chemical ligation
Das N-terminale Peptid muss für die Proteinligation als letzte Aminosäure (an seinem C-Terminus) ein Thioester und das C-terminale Peptid muss für die Proteinligation als erste Aminosäure (an seinem N-Terminus) ein Cystein aufweisen.

### SEA native peptide ligation
Das N-terminale Peptid muss für die Proteinligation als letzte Aminosäure (an seinem C-Terminus) eine bis(2-Sulfanylethyl)aminogruppe (SEA) und das C-terminale Peptid muss für die Proteinligation als erste Aminosäure (an seinem N-Terminus) ein Cystein oder Homocystein aufweisen.

### Staudinger-Ligation
Die im Jahr 2000 entdeckte Möglichkeit die Staudinger-Reaktion auch zur Peptid- bzw. Proteinligation zu nutzen ist als Staudinger-Ligation bekannt. Im Gegensatz zur „native peptide ligation“ hängt die Peptidverknüpfung mit der Staudinger-Ligation nicht von einer bestimmten Aminosäureseitenkette ab. Bei der Staudinger-Ligation bleibt eine Triarylphosphanoxidgruppe in Nachbarschaft zur Amidbindung. Ist diese nicht gewünscht kann die sogenannte spurlose Staudinger-Ligation genutzt werden, bei der die Phosphanoxideinheit im Hydrolyseschritt abgespalten wird. Dies wird durch die Verwendung des Phosphans Diphenylphosphanyl-phenol oder Di-phenylphosphanylmethanthiol erreicht. Beide Phosphane zeigen ein gutes Reaktionsprofil und ermöglichen so die Proteinligation in Ausbeuten von bis zu 99 %.
Durch die Verwendung der spurlosen Staudinger-Ligation gelang so unter anderem die Synthese von Ribonuclease A aus drei Peptidfragmenten.

## Geschichte
Die zugrundeliegende Reaktion der native chemical ligation wurde 1953 von T. Wieland veröffentlicht. Ab 1994 wurde die Reaktion zur Erzeugung von Proteinen aus Peptiden durch S. B. Kent weiterentwickelt. Im Jahr 2000 gelang Bertozzi et al. und Raines et al. die Proteinligation mit der Staudinger-Ligation.